# 李万才
李万才（1955年4月—），男，汉族，辽宁营口人，中华人民共和国政治人物。中共党员。东北财经大学对外贸易专业毕业，在职研究生学历。曾任大连市人民政府市长，大连市政协主席。

## 生平
1972年参加工作。1988年12月，任营口市计委副主任、党组成员。1993年2月，任营口市人民政府副市长。1994年6月，任辽宁省地税局副局长、党组副书记。1996年5月，任辽宁省地税局党组书记。1998年4月，任辽宁省地税局局长、党组书记（1998年7月至1999年7月在中央党校优秀青年干部培训班学习）。2000年1月，任辽宁省人民政府副秘书长。2001年5月，任大连市人民政府副市长。2003年1月，任辽宁省人民政府副省长。
2009年5月22日，夏德仁辞去大连市市长职务，李万才任大连市代理市长。2010年1月16日，大连市第十四届人民代表大会第三次会议上，李万才当选为大连市市长。2014年12月29日辞任市长，大连市政协主席肖盛峰继任大连代市长。
2013年，被选为第十二届全国人民代表大会辽宁地区代表。因工作变动，2015年3月31日，辽宁省第十二届人大常委会第十六次会议接受其辞去第十二届全国人民代表大会代表职务。

## 评价
李万才任市长期间，大连市经济增速缓慢，公共安全事故频发。市政建设进度缓慢。 2010年7月16日，大连新港油轮发生输油管道爆炸事件。其后，在2012年，2013年，2014年均发生火灾。从而造成大连湾水体长时间被石油污染。2011年3月至7月间，大连地铁连续发生塌方事故。2011年8月14日，发生大连PX事件。本应于2013年中修建完毕并运行的大连地铁延期至2015年4月。2013年末，大连东港商务区出现大规模地陷。